# Papani
Papani (en serbe cyrillique : Папани) est un village du sud du Monténégro, dans la municipalité de Bar.

## Démographie

### Évolution historique de la population
| 1948 | 1953 | 1961 | 1971 | 1981 | 1991 | 2003 |
| ---- | ---- | ---- | ---- | ---- | ---- | ---- |
| 101  | 82   | 98   | 94   | 91   | 52   | 126  |